# Светско првенство у пливању 2025 — 100 м делфин за мушкарце
Пливачке трке у дисциплини 100 метара делфин стилом за мушкарце на Светском првенству у пливању 2025. одржане су 1. августа (квалификације и полуфинале) и 2. августа (финале) као део програма Светског првенства у воденим спортовима. Трке су се одржавале у базену спортског комплекса Singapore Sports Hub у Сингапуру.
За трке у овој дисциплини било је првобитно пријављено 79 такмичара из 69 земаља учесница првенства.
Титулу светског првака је освојио Максим Грусо из Француска који је у финалу испливао и нови европски рекорд у овој дисциплини, сребрни је био Ное Понти из Швајцарске, док је бронза припала канадском репрезентативцу Иљи Харуну.
Српски пливач Лука Јовановић, који је пливао у четвртој квалификационој групи, заузео је укупно 52. место и није успео да се пласира у полуфиналне трке. Нешто бољи резултат је постигао црногорски пливач Милош Миленковић који је пливао такође у четвртој квалификационој групи, и са временом 53.74 секунди заузео је укупно 44. место. 

## Освајачи медаља
|                    | Резултат |                 | Резултат |                 | Резултат |
|                    |          |                 |          |                 |          |
| Максим Грусо (ФРА) | 49.62 KР | Ное Понти (ШВА) | 49.83 НР | Иља Харун (КАН) | 50.07    |

## Званични рекорди
Пре почетка такмичења званични рекорди у овој дисциплини су били следећи:
| Рекорд                         | Име                 | Резултат | Место                  | Датум         |
| ------------------------------ | ------------------- | -------- | ---------------------- | ------------- |
| Светски рекорд СР              | Кајлеб Дресел (САД) | 49.45    | Токио (Јапан)          | 31. јул 2021. |
| Рекорд светских првенстава РПр | Кајлеб Дресел (САД) | 49.50    | Квангџу (Јужна Кореја) | 26. јул 2019. |